# Elizabeth Newell
Elizabeth Newell Hernandez, née le 26 mars 1982 à Cleveland (Ohio), est une coureuse cycliste américaine. Elle représente sa sélection nationale aussi bien sur la piste que sur la route. Plusieurs fois championne des États-Unis, elle est aussi championne panaméricaine de la course scratch en 2013 et de la poursuite par équipes en 2014.

## Repères biographiques
Après l'obtention de son diplôme en sciences sociales à l'université Wesleyenne de Middletown dans le Connecticut, en 2004, Elizabeth Newell migre vers la Californie et Oakland pour travailler dans une clinique communautaire. Elle ne fait ses premiers tours de roue qu'à cette époque, ne se présentant au départ de sa première compétition qu'en 2007. Pratiquant l'athlétisme durant sept ans, elle obtient, en 2010, la première de ses quinze médailles obtenues dans les championnats nationaux de cyclisme sur piste. En 2011, sur le vélodrome de Carson, elle décroche ses deux premiers titres de championne nationale (sur les quatre qu'elle détient). Représentant la sélection des États-Unis aux championnats panaméricains, elle s'octroie le titre continental dans la course scratch en 2013 et en poursuite par équipes en 2014. Cinq autres médailles de bronze continentales étoffent son palmarès. En 2013, deux deuxièmes places dans des courses aux points se distinguent dans les résultats de l'année, une lors de la manche de coupe du monde de Manchester et une lors de l'Open International de Belgique (épreuve UCI de classe 1). Elle se marie en juin 2014, et se fait appeler dorénavant Beth Hernandez,.

## Palmarès sur piste

### Championnats du monde
- Cali 2014
  - Quatorzième de la course aux points[3].

### Coupe du monde
- 2013-2014
  - Deuxième de la course aux points à Manchester[4].

### Championnats panaméricains
- Mar del Plata 2012
  -  Médaillée de bronze de la poursuite individuelle[5].
  -  Médaillée de bronze de la poursuite par équipes[6].
  -  Médaillée de bronze de l'omnium[7].
  - Septième de la course aux points[8].
- Mexico 2013
  -  Médaillée d'or de la course scratch[9].
  -  Médaillée de bronze de la poursuite individuelle[10].
  -  Médaillée de bronze de l'omnium[11].
  - Quatrième de la poursuite par équipes (avec Lauren Tamayo et Ruth Winder)[12].
- Aguascalientes 2014
  -  Médaillée d'or de la poursuite par équipes (avec Jennifer Valente, Amber Gaffney et Kimberly Geist)[13].
  - Septième de la course aux points[14].

### Championnats nationaux
| - Carson 2008 - Cinquième de la vitesse par équipes (avec Shelley Hugues). - Neuvième de la vitesse. - Dixième du keirin. - Quatorzième de la course scratch. - Dix-huitième du 500 mètres. - Carson 2009 - Septième de la course scratch. - Huitième de l'omnium. - Neuvième du keirin. - Carson 2010 - Médaillée de bronze de la poursuite individuelle. - Quatrième de la course aux points. - Sixième de l'omnium. - Dixième de la course scratch. - Carson 2011 - Médaillée d'or de la course aux points. - Médaillée d'or de l'omnium. - Médaillée d'argent de la poursuite individuelle. - Médaillée d'argent de la poursuite par équipes (avec Jennifer Triplett et Ruth Winder). | - Carson 2012 - Médaillée d'argent de la poursuite par équipes (avec Korina Huizar et Amanda Seigle). - Médaillée de bronze de la course aux points. - Sixième de la poursuite individuelle. - Dix-neuvième de la course scratch. - Carson 2013 - Médaillée de bronze de la poursuite par équipes (avec Natalie Dell, Kimberly Geist et Korina Huizar). - Médaillée de bronze de l'omnium. - Quatrième de la poursuite individuelle. - Rock Hill 2014 - Médaillée d'or de la poursuite par équipes (avec Tela Crane, Kimberly Geist et Jessica Prinner). - Médaillée d'argent de la course scratch. - Médaillée d'argent de l'omnium. - Médaillée de bronze de la course aux points. - Sixième du 500 mètres. - Carson 2015 - Médaillée d'or de la poursuite par équipes (avec Amanda Seigle, Lauren Stephens et Jennifer Tetrick). - Quatrième de la poursuite individuelle. - Cinquième de la course aux points. - Septième de la course scratch. |

### Autres compétitions
- 2013
  - Deuxième de la course aux points de l'Open International de Belgique

## Palmarès sur route

### Championnats panaméricains
- Mar del Plata 2012
  - 25e de la course en ligne[23].